# Región de Tagant
Tagant (en árabe: ولاية تكانت) es una región situada en la zona sur-central de Mauritania y cuya capital es Tiyikya. Otras ciudades importantes son Tichit, Rachid y Nbeika. La zona limita con Adrar al norte, Hodh el Charqui al este, Hodh el Gharbi y Assaba al sur y Brakna al oeste. La región ocupa una superficie de 95.200 km², un área similar a la de Castilla y León.

## División administrativa
Tagant se divide en tres departamentos:
- Moudjeria
- Tichit
- Tiyikya